# Хълм на кръстовете
Хълмът на кръстовете (на литовски: Kryžių kalnas) е обект на католическо поклонничество на 12 км от Шауляй в Литва.
На това място на съвсем малък хълм са събрани повече от 50 000 кръста от общо над 200 000 кръста към 2014 г.
Предполагаемото начало на поставянето им на хълма е след въстанието на поляци и литовци срещу Руската империя от 1831 година.
За повече от век поклонниците на католицизма са донесли десетки хиляди кръстове, разпятия, статуи на Дева Мария и много други.